# Lío Mehiel
Lío Mehiel es una persona actuante y cineasta estadounidense de Puerto Rico, más reconocido por sus actuaciones en las películas Mutt y Are You Scared to Be Yourself Because You Think That You Might Fail?.

## Primeros años
De ascendencia griega y puertorriqueña, Mehiel vivió en Puerto Rico hasta los 5 años, cuando se mudó con su familia a los Estados Unidos continentales. Estudió teatro en la Universidad Northwestern antes de mudarse a Los Ángeles para buscar trabajo como actor.

## Carrera
Comenzó su carrera en cortometrajes y tuvo pequeños papeles en Dear Evan Hansen y Tales of the City, antes de ser elegido para Mutt como su primer papel protagónico importante.
Ganó el Premio Especial del Jurado por Actuación en la Competencia Dramática de EE. UU. en el Festival de Cine de Sundance de 2023 por Mutt, el primer actor transgénero en ganar ese premio.
Regresó a Sundance al año siguiente, en 2024, con la película dramática y semiautobiográfica In the Summers.

## Filmografía

### Actuación

#### Cine
| Año  | Título                                                               | Papel          | Notas        |
| ---- | -------------------------------------------------------------------- | -------------- | ------------ |
| 2013 | So, Now I'm a Zombie                                                 | Janna          | Cortometraje |
| 2016 | Black People Are Dangerous                                           | Carla          | Cortometraje |
| 2017 | Houseplants                                                          | Karin          | Cortometraje |
| 2017 | Disforia                                                             | Jack/Jane      | Cortometraje |
| 2018 | Girl Talk                                                            | Carter         | Cortometraje |
| 2018 | Eden, The Clown                                                      | Eden           | Cortometraje |
| 2021 | You Don't Have to Thank Me                                           | Lio            | Cortometraje |
| 2021 | Querido Evan Hansen                                                  | Performer      | Película     |
| 2022 | Jelly Bean                                                           | JB             | Cortometraje |
| 2022 | Maya Hawke: Sweet Tooth                                              |                | Videoclip    |
| 2022 | Baby Ruby                                                            | Camarero       | Película     |
| 2023 | Mutt                                                                 | Feña           | Película     |
| 2023 | Skin                                                                 |                | Cortometraje |
| 2024 | In the Summers                                                       | Violeta adulta | Película     |
| 2024 | Are You Scared to Be Yourself Because You Think That You Might Fail? | Mad            | Cortometraje |

#### Televisión
| Año  | Título                     | Papel                  | Notas       |
| ---- | -------------------------- | ---------------------- | ----------- |
| 2018 | Deception                  | Jessica                | 2 episodios |
| 2019 | Historias de San Francisco | Guía de misión comunal | 1 episodio  |
| 2022 | WeCrashed                  | Birdie                 | 4 episodios |

### Producción
| Año  | Título           | Notas        |
| ---- | ---------------- | ------------ |
| 2017 | Disforia         | Cortometraje |
| 2018 | Kaplan Twins PSA | Vídeo        |
| 2018 | Eden, The Clown  | Cortometraje |
| 2021 | Pineapple Piñata | Videoclip    |
| 2022 | Chaperone        | Cortometraje |

### Dirección
| Año  | Título              | Notas        |
| ---- | ------------------- | ------------ |
| 2017 | Disforia            | Cortometraje |
| 2020 | When Skies Are Gray | Cortometraje |
| 2021 | Pineapple Piñata    | Videoclip    |
| 2023 | Entre Amigxs        | Cortometraje |

## Premios y nominaciones
| Premio                       | Año  | Categoría                                                               | Obra                                                                 | Resultado     | Ref.  |
| ---------------------------- | ---- | ----------------------------------------------------------------------- | -------------------------------------------------------------------- | ------------- | ----- |
| Festival de Cine de Sundance | 2023 | Concurso Dramático de EE. UU., Premio Especial del Jurado por Actuación | Mutt                                                                 | Primer puesto | [ 7 ] |
| Canadian Screen Awards       | 2025 | Mejor actuación en un cortometraje dramático de acción real             | Are You Scared to Be Yourself Because You Think That You Might Fail? | Por otorgar   | [ 8 ] |